# Kolja Herrmann
Kolja Herrmann (* 17. April 1997 in Freiburg im Breisgau) ist ein deutscher Fußballspieler. Der Rechtsverteidiger steht beim Bahlinger SC unter Vertrag.

## Karriere

### Vereine
Der in Freiburg geborene Herrmann spielte in seiner Jugend für die lokalen Vereine PSV Freiburg und Sportfreunde Eintracht Freiburg, ehe er 2012 im Alter von 15 Jahren in die Jugend des SC Freiburg wechselte. In der Saison 2013/14 war er für die Freiburger U17 in der B-Junioren-Bundesliga aktiv; in den Spielzeiten 2014/15 sowie 2015/16 spielte er für die Freiburger U19-Auswahl in der A-Junioren-Bundesliga. Ab Sommer 2016 gehörte er dem Kader der in der fünftklassigen Oberliga Baden-Württemberg spielenden zweiten Mannschaft des SC Freiburg an. In seiner ersten Saison bei der Zweitvertretung stieg er mit dem Team als Meister der Oberliga in die Regionalliga Südwest auf.
Zur Saison 2018/19 wurde Herrmann für ein Jahr in die Schweiz zum FC Wil verliehen. Für den Klub aus Wil kam er sechsmal in der zweitklassigen Challenge League zum Einsatz; nach dem Ende der Leihe kehrte er zum SC Freiburg zurück.
Zur Saison 2020/21 wechselte Herrmann innerhalb der Regionalliga Südwest zum VfR Aalen und unterschrieb einen Einjahresvertrag. Dieser wurde im Sommer 2021 um ein weiteres Jahr verlängert. Zur Saison 2022/23 zog er weiter zum Ligakonkurrenten Bahlinger SC.

### Nationalmannschaft
Herrmann kam im November 2014 zu zwei Freundschaftsspiel-Einsätzen für die deutsche U18-Nationalmannschaft.

## Erfolge
SC Freiburg II
- Meister der Oberliga Baden-Württemberg: 2017